# Al Faw (Arabie saoudite)
Al-Faw est le site de l'ancienne cité florissante de Qaryat al-Faw (en arabe : قرية الفاو), du royaume de Kindah, il y a deux millénaires.
C'est alors une étape de la route de l'encens entre le Yémen ancien et le reste de la péninsule, au bord du Rub al-Khali.
Le site archéologique se trouve dans la province de Riyad, en Arabie saoudite, à 50 km au sud du Wadi ad-Dawasir.
La ville a porté d'autres appellations : Qaryat al-Hamraa, Dhu Kahl, Gerha, Dhat al Jnan, la cité du paradis.
Un permis est nécessaire pour toute visite du site (30 km2).

## Postérité
Le site d'Al Faw est classé au patrimoine mondial de l'humanité par l'UNESCO depuis juillet 2024.